# Distrito electoral de North Loup City
North Loup City (en inglés: North Loup City Precinct) es un distrito electoral ubicado en el condado de Sherman en el estado estadounidense de Nebraska. En el Censo de 2010 tenía una población de 657 habitantes y una densidad poblacional de 8,22 personas por km².

## Geografía
North Loup City se encuentra ubicado en las coordenadas 41°19′20″N 98°55′27″O / 41.32222, -98.92417. Según la Oficina del Censo de los Estados Unidos, North Loup City tiene una superficie total de 79.92 km², de la cual 74.19 km² corresponden a tierra firme y (7.18%) 5.74 km² es agua.

## Demografía
Según el censo de 2010, había 657 personas residiendo en North Loup City. La densidad de población era de 8,22 hab./km². De los 657 habitantes, North Loup City estaba compuesto por el 99.24% blancos, el 0.15% eran afroamericanos, el 0% eran amerindios, el 0% eran asiáticos, el 0% eran isleños del Pacífico, el 0.15% eran de otras razas y el 0.46% pertenecían a dos o más razas. Del total de la población el 0.3% eran hispanos o latinos de cualquier raza.